# Tenuipalpus robustae
Tenuipalpus robustae är en spindeldjursart som beskrevs av Meyer 1988. Tenuipalpus robustae ingår i släktet Tenuipalpus och familjen Tenuipalpidae. Inga underarter finns listade i Catalogue of Life.